# کلاک علیا
کلاک علیا، روستایی از توابع بخش بلده شهرستان نور در استان مازندران ایران است.

## جمعیت
این روستا در دهستان اوزرود قرار دارد و براساس سرشماری مرکز آمار ایران در سال ۱۳۸۵، جمعیت آن ۹۵ نفر (۳۵خانوار) بوده‌است.